# Napló (Veszprém megyei napilap)
A Napló Veszprém vármegye napilapja. Minden nap, még vasárnap is megjelenik (Vasárnapi Napló, de erre külön elő kell fizetni). Terjesztési területe majdnem az egész megye. Főszerkesztője: Balla Emőke.

## Történet
A lap első megjelenésének dátuma 1945. május 12-e, vagyis nem sokkal a második nagy világégés után, a sajtó ismételt felvirágzásának élvonalában helyezkedik el. Ekkor a lap neve Veszprémi Népújság volt, alcíme Demokratikus Politikai Hetilap, alapítója Függetlenségi Front. Szombatonként jelent meg 4000 példányban. 1946-tól Csaba Imre volt a főszerkesztő és a kiadó.
1948. március 14-től Veszprémmegyei Népújságra változott a neve az évfolyamszámozás folyamatossága mellett. 1949. november 6-tól az 5. évfolyam 45. száma hatoldalas lett. Még ebben a hónapban a kiadó és szerkesztőség székhelyét Pápára helyezték, majd 1950. október 8-tól már heti két alkalommal adták ki, s a tanácsválasztások után, 1950. november 1-től napilappá alakult, a „Magyar Dolgozók Pártja Megyei Bizottságának napilapja” alcímmel, a főcim fölött „Világ proletárjai egyesüljetek!” szlogennel. 1956 januárjában már nyolcoldalas napilapként tematikus oldalakkal (tudósítások Veszprémről, Sümegről, Balatonfüredről, Pápáról, Várpalotáról, Ajkáról, Keszthelyről, Devecserről és Zircről) bővítették. 1956. január 29-étől állandó irodalmi melléklete volt: Bakonytáj oldalcímmel.
Az 1956-os forradalom alatt (október 31-től november 4-ig) Veszprém Megyei Hírlap néven,  a Megyei Nemzeti Forradalmi Tanács lapjaként került kiadásra.
1956. november 9.–1957. január 1. között Új Út címet kapott a megyei lap. A Középdunántúli Napló megnevezés 1957. január 1-től élt, s „A Veszprém megyei Tanács és a Magyar Szocialista Munkáspárt napilapja” alcimmel 1. évfolyam jelzéssel került az olvasókhoz. A Középdunántúli Napló 1958. március 1-től visszatért jogelődjeinek figyelembe vételével a „14. évfolyam” jelölésre.
1961 első napjától Napló címfejjel jelent meg az időközben 10, majd immár 12 oldalas megyei napilap. Különféle mellékletekkel bővült (FÓRUM A Napló irodalmi rovata, Napról napra, Otthon). A korábbi ofszetrotációs munkát 1983-ban váltották fényszedő rendszerre.
1989. augusztus 18-tól korábbi alcíme „Politikai, közéleti napilap”-ra változott. 
1990-ben a Pannon Lapok Társasága (PLT) Németország és Európa legnagyobb és legsikeresebb médiavállalkozása keretében, a Westdeutsch Allgemeine Zeitung, a WAZ-csoport tagja lett. Ekkor az alcím „Független Közép-Dunántúli Napilap”-ra, majd 1994. október 10-i 237. számától „Veszprém megye napilapja” megnevezésre változott. 1997 folyamán előbb színesben csak az állandó műsorújság-melléklete jelent meg, majd 1999-től maga a lap is többszínnyomásúvá vált.
2004-től a Házgyári út 12. alatt új, korszerű nyomdagépekkel felszerelt nyomdába költözött. 2002-től a főszerkesztő Barták Péter volt.
Digitális változata 2005 októberétől indult (www.naplo-online.hu). 2013-tól www.veol.hu URL elérhetőséggel internetes portállá bővült, mely 2014-ben a printszerkesztőség teljes digitális szerkesztőséggé való átalakítását vonta maga után.
2016-ban a Pannon Lapok Társaságát (PLT) megvásárolta a Mediaworks Hungary Zrt.

## Állandó oldalak
- Krónika
- Gazdaság
- Kultúra
- Műsor
- Sport
- Szolgáltatás
- Mozaik
- Hirdetés
- Olvasók fóruma

## Alkalmankénti oldalak
- Sétatér - időszakosan megjelenő, középiskolások cikkeiből összeállított rovat

### Minden héten egyszer megjelenő
- Életmódi (hétfő)
- Szép otthon (kedd)
- Utazó (szerda)
- Lóerő (péntek)
- Hétvége (szombat)
- Laza (szombat, viccoldal)

### Csak internetes rovatok
- Digitális

## Nyomda
Kiadja a Pannon Lapok Társasága Kiadói Kft., nyomtatás: Pannon Lapok Társasága Nyomdai Központ, Veszprém, Házgyári út 12. (Felelős vezető: Horváth Gábor)